# Thomas W. Palmer

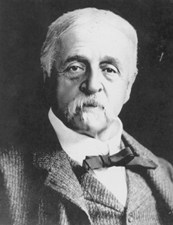
Thomas W. Palmer

Thomas Witherell Palmer, född 25 januari 1830 i Detroit, död 1 juni 1913 i Detroit, var en amerikansk republikansk politiker och diplomat. Han representerade delstaten Michigan i USA:s senat 1883-1889.
Palmer studerade vid University of Michigan. Han var verksam inom timmerbranschen och som jordbrukare. Han var ledamot av delstatens senat 1879-1880.
Palmer efterträdde 1883 Thomas W. Ferry som senator för Michigan. Senator Palmer var med om att grunda Detroit Museum of Art (numera Detroit Institute of Arts). Han efterträddes 1889 som senator av James McMillan. Palmer tjänstgjorde sedan som chef för USA:s diplomatiska beskickning i Spanien 1889-1890.
Palmer var unitarier och frimurare. Han gravsattes på Elmwood Cemetery i Detroit.